# Испаринск
Испаринск (мар. Акпарс Шӱргӧ) — опустевшая деревня в Моркинском районе Республики Марий Эл. Входит в состав городского поселения Морки.

## География
Находится в юго-восточной части республики Марий Эл на расстоянии приблизительно 10 км на юго-восток от районного центра посёлка Морки.

## История
Деревня была основана в начале XIX века. В 1825 году в починке Испаринское насчитывалось 18 душ мужского пола, ясашные крестьяне. В 1872 году в починке находилось 18 дворов, проживали марийцы. В 1895 году здесь 143 человек. В 1919—1921 годах было 35 дворов, 175 человек. В 1959 году в деревне находились 47 домов, 188 жителей, большинство мари. К середине 1980-х годов в деревне оставалось 12 дворов. В 2003 году здесь осталось 6 дворов, уже с 2002 года в деревне никто не зимовал. В советское время работали колхозы «Волгенче» и «Светлый путь».

## Население
Население составляло 6 человек (мари 100 %) в 2002 году, 0 в 2010.

## Известные уроженцы
- Петров Виктор Петрович (1924—2003) — советский военный. Участник Великой Отечественной войны, гвардии сержант. Трижды кавалер ордена Красной Звезды, четырежды награждён медалью «За отвагу». Член ВКП(б).
- Сергеева Мария Сергеевна (1919—1993) — советский государственный, партийный и хозяйственный деятель. Депутат Верховного Совета СССР 1-го созыва (1937—1946). Член ВКП(б).